# Bohusslöjd
Bohusslöjd var en svensk konsthantverksförening. Den bildades 1906 som hemslöjdsföreningen Konstfliten.
Ett namn som senare på 1900-talet ändrades till Bohusslöjd. Föreningen drev ateljéer, kurser och butiker i Göteborg. Från 1940 
till slutet av 00-talet hade de en välkänd butik på Kungsportsavenyn. I januari 2010 begärdes Bohusslöjd i konkurs. Bohusslöjd upphörde den 6 februari 2010.
De som startade föreningen var Reinhold Callmander, Sigfrid Ericson, Ragnar Hamberg, Hans Hedlund, Ernst Torulf och Waldemar Zachrisson.